# Anthony Albanese
Anthony Norman Albanese ( /ˌælbəˈniːzi/ AL-bə-neez-ee or  /ˈælbəniːz/ AL-bə-neez;, sinh ngày 2 tháng 3 năm 1963) là một chính trị gia người Úc, giữ chức Thủ tướng Úc và lãnh đạo Công Đảng Úc (ALP) từ năm 2019. Ông là nghị sĩ quốc hội (MP) cho khu vực bầu cử Greyndler từ năm 1996. Albanese là Phó thủ tướng của Úc dưới thời Chính phủ Rudd thứ hai vào năm 2013 và là Bộ trưởng Nội các trong Chính phủ Rudd và Gillard từ năm 2007 đến 2013.
Albanese sinh ra ở Sydney và theo học trường St Mary's Cathedral College, trước khi học kinh tế tại Đại học Sydney. Ông gia nhập Công Đảng Úc khi còn là sinh viên, và sau khi vào quốc hội, ông đã làm việc với tư cách là một quan chức của đảng và cán bộ nghiên cứu. Albanese đã được bầu vào Hạ viện tại cuộc bầu cử năm 1996, giành được ghế của Grayndler ở New South Wales. Ông lần đầu tiên được bổ nhiệm vào Shaddow Cabinet vào năm 2001 và tiếp tục đảm nhiệm một số vai trò, cuối cùng trở thành Bộ Trưởng Kinh tế Đối lập vào năm 2006.
Sau chiến thắng của Công Đảng Úc trong cuộc bầu cử năm 2007, Albanese được bổ nhiệm làm Lãnh đạo Hạ viện; ông cũng được bổ nhiệm làm Bộ trưởng Phát triển Vùng và Chính quyền địa phương và Bộ trưởng Cơ sở hạ tầng và Giao thông vận tải. Sau đó, trong căng thẳng lãnh đạo giữa Kevin Rudd và Julia Gillard từ năm 2010 đến năm 2013, Albanese đã công khai chỉ trích hành vi của cả hai, kêu gọi đoàn kết. Sau cuộc bỏ phiếu lãnh đạo cuối cùng giữa hai bên vào tháng 6 năm 2013, Albanese được bầu làm Phó thủ lĩnh của Công Đảng Úc và tuyên thệ nhậm chức Phó Thủ tướng Úc vào ngày hôm sau.
Sau thất bại của Công Đảng Úc trong cuộc bầu cử năm 2013, Albanese đã chống lại Bill Shorten trong cuộc bầu cử lãnh đạo tiếp theo, cuộc bầu cử đầu tiên bao gồm các đảng viên và nghị sĩ. Mặc dù Albanese đã giành được đa số thành viên, Shorten lại thắng đậm hơn trong số các nghị sĩ Công Đảng Úc; Shorten sau đó đã bổ nhiệm Albanese vào Nội các Bóng tối của mình. Sau thất bại thứ ba liên tiếp của Công Đảng Úc trong cuộc bầu cử năm 2019, Shorten đã từ chức. Albanese trở thành người duy nhất được đề cử trong một cuộc bầu cử lãnh đạo; sau đó ông đã được bầu làm lãnh đạo của Công Đảng Úc, trở thành Lãnh tụ đối lập Úc.
Trong  cuộc bầu cử năm 2022, Albanese đã lãnh đạo đảng của mình giành chiến thắng trước Liên minh Tự do-Quốc gia của Scott Morrison. Ông tuyên thệ nhậm chức vào ngày 23 tháng 5 năm 2022, cùng với bốn đồng nghiệp cấp cao của mình.